# Rajd Nowej Zelandii 2008

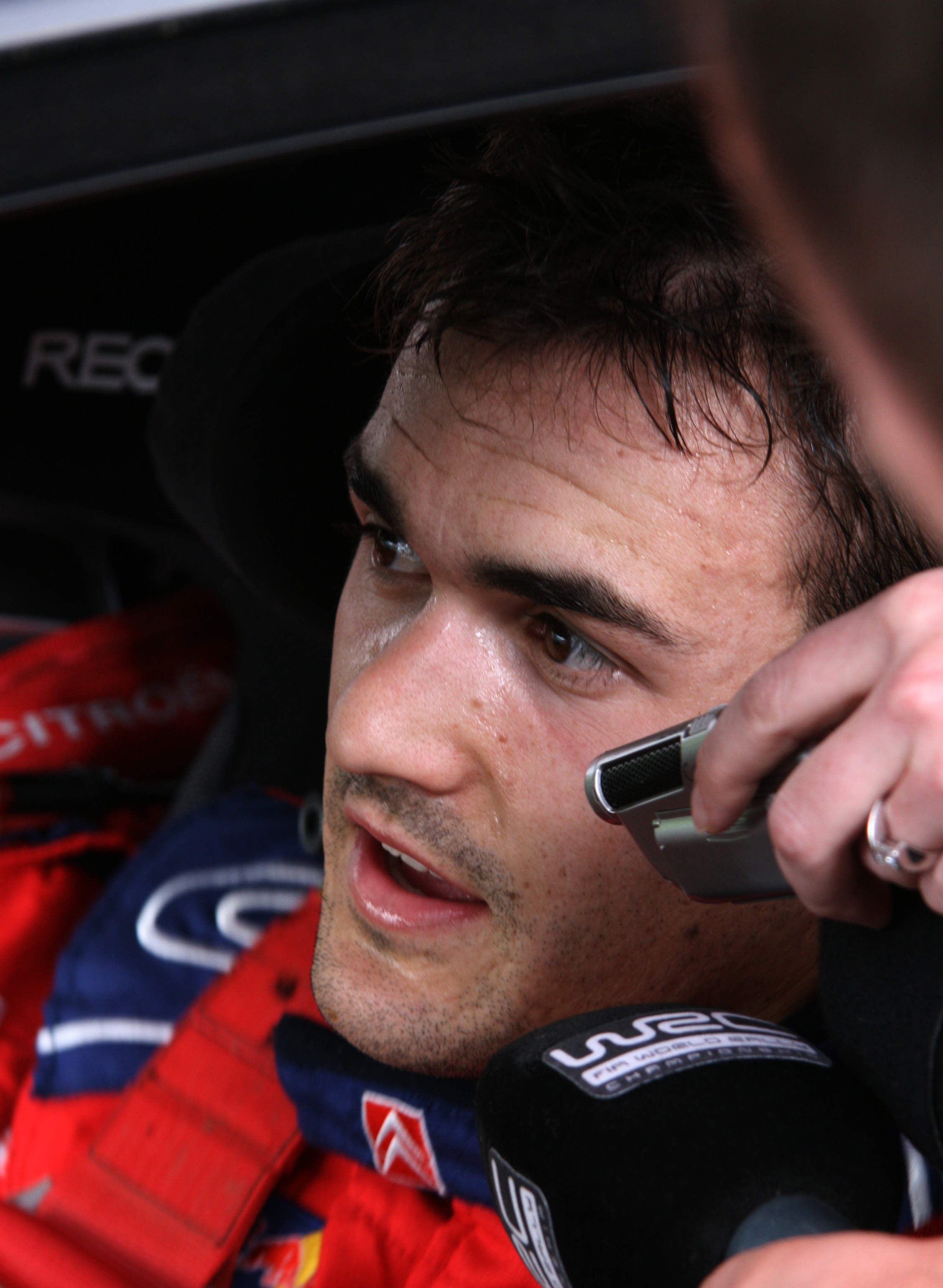
Dani Sordo podczas rajdu

Rezultaty Rajdu Nowej Zelandii (38th Repco Rally New Zealand), eliminacji mistrzostw świata w 2008 roku, który odbył się w dniach 28–31 sierpnia. Była to jedenasta runda mistrzostw w tamtym roku oraz siódma szutrowa, a także szósta w Production Cars WRC. Bazą rajdu było miasto Hamilton. Zwycięzcami rajdu została francusko-monakijska załoga Sébastien Loeb i Daniel Élena jadąca Citroënem C4 WRC. Wyprzedzili oni Hiszpanów Daniela Sordo i Marca Martiego w Citroënie C4 WRC oraz Finów Mikko Hirvonena i Jarmo Lehtinena w Fordzie Focusie WRC. Z kolei w Production Cars WRC zwyciężyła czeska załoga Martin Prokop i Jan Tománek w Mitsubishi Lancerze Evo IX.
Rajdu nie ukończyło 22 kierowców. Fin Jari-Matti Latvala (Ford Focus WRC) wycofał się na 17. oesie na skutek wypadku. Na 15. oesie na skutek awarii radiatora odpadł Australijczyk Chris Atkinson (Subaru Impreza WRC). Na 17. oesie wycofał się Belg François Duval (Ford Focus WRC), który miał wypadek. Na 18. oesie odpadł Zimbabwejczyk Conrad Rautenbach (Citroën C4 WRC), a na 5. oesie - Japończyk Toshihiro Arai (Subaru Impreza WRX STi), który miał awarię radiatora. Rajdu nie ukończyli również tacy zawodnicy jak: Mirco Baldacci z San Marino (Mitsubishi Lancer Evo IX, 14. oes), Rosjanin Jewgienij Nowikow (Mitsubishi Lancer Evo IX, 14. oes), Austriak Andreas Aigner (Mitsubishi Lancer Evo IX, wypadek na 12. oesie) i Japończyk Fumio Nutahara (Mitsubishi Lancer Evo IX, 15. oes).

## Klasyfikacja ostateczna
| Msc.     | Kierowca             | Pilot               | Samochód                 | Czas      | Strata   | Grupa | Punkty |
| WRC      | WRC                  | WRC                 | WRC                      | WRC       | WRC      | WRC   | WRC    |
| -------- | -------------------- | ------------------- | ------------------------ | --------- | -------- | ----- | ------ |
| 1.       | Sébastien Loeb       | Daniel Élena        | Citroën C4 WRC           | 3:59:18.9 |          | A8 M  | 10     |
| 2.       | Daniel Sordo         | Marc Marti          | Citroën C4 WRC           | 3:59;36.4 | +17.5    | A8 M  | 8      |
| 3.       | Mikko Hirvonen       | Jarmo Lehtinen      | Ford Focus WRC           | 4:00:00.4 | +41.5    | A8 M  | 6      |
| 4.       | Petter Solberg       | Phil Mills          | Subaru Impreza WRC       | 4:02:07.8 | +2:48.9  | A8 M  | 5      |
| 5.       | Urmo Aava            | Kuldar Sikk         | Citroën C4 WRC           | 4:02:49.6 | +3:30.7  | A8    | 4      |
| 6.       | Per-Gunnar Andersson | Jonas Andersson     | Suzuki SX4 WRC           | 4:06:56.3 | +7:37.4  | A8 M  | 3      |
| 7.       | Toni Gardemeister    | Tomi Tuominen       | Suzuki SX4 WRC           | 4:07:13.8 | +7:54.9  | A8 M  | 2      |
| 8.       | Federico Villagra    | Jorge Pérez Companc | Ford Focus WRC           | 4:07:53.9 | +8:35.0  | A8 M  | 1      |
| 9.       | Henning Solberg      | Cato Menkerud       | Ford Focus WRC           | 4:08:34.1 | +9:15.2  | A8 M  |        |
| 10.      | Martin Prokop        | Jan Tománek         | Mitsubishi Lancer Evo IX | 4:13:07.9 | +13:49.0 | N4    |        |
| PWRC     |                      |                     |                          |           |          |       |        |
| 1. (10.) | Martin Prokop        | Jan Tománek         | Mitsubishi Lancer Evo IX | 4:13:07.9 |          | N4    | 10     |
| 2. (11.) | Patrik Sandell       | Emil Axelsson       | Mitsubishi Lancer Evo IX | 4:13:44.1 | +36.2    | N4    | 8      |
| 3. (12.) | Martin Raum          | Silver Kutt         | Mitsubishi Lancer Evo IX | 4:14:05.7 | +57.8    | N4    | 6      |
| 4. (13.) | Hayden Paddon        | John Kennard        | Mitsubishi Lancer Evo IX | 4:14:35.2 | +1:27.3  | N4    | 5      |
| 5. (14.) | Juho Hänninen        | Mikko Markkula      | Mitsubishi Lancer Evo IX | 4:15:25.2 | +2:17.3  | N4    | 4      |
| 6. (15.) | Jari Ketomaa         | Miika Teiskonen     | Subaru Impreza WRX STi   | 4:15:54.0 | +2:46.1  | N4    | 3      |
| 7. (18.) | Bernardo Sousa       | Jorge Carvalho      | Mitsubishi Lancer Evo IX | 4:20:00.3 | +6:52.4  | N4    | 2      |
| 8. (19.) | Stewart Taylor       | Warwick Searle      | Mitsubishi Lancer Evo IX | 4:20:13.9 | +7:06.0  | N4    | 1      |

1. ↑  Litera M przy oznaczeniu grupy do której należy samochód oznacza, iż tylko ci kierowcy zdobywali punkty dla swoich zespołów liczonych w klasyfikacji producentów na koniec sezonu.

## Zwycięzcy odcinków specjalnych
| Dzień      | Odcinek | G. rozp. | Nazwa                         | Długość  | Zwycięzca          | Czas    | Lider rajdu        |
| ---------- | ------- | -------- | ----------------------------- | -------- | ------------------ | ------- | ------------------ |
| 1 (29 SIE) | SS1     | 09:18    | Pirongia West 1               | 24.22 km | Jari-Matti Latvala | 17:08.1 | Jari-Matti Latvala |
| 1 (29 SIE) | SS2     | 10:21    | Waitomo 1 Part 1              | 25.81 km | Mikko Hirvonen     | 15:12.5 | Mikko Hirvonen     |
| 1 (29 SIE) | SS3     | 10:54    | Waitomo 1 Part 2              | 17.36 km | Mikko Hirvonen     | 14:13.5 | Mikko Hirvonen     |
| 1 (29 SIE) | SS4     | 14:07    | Pirongia West 2               | 24.22 km | Sébastien Loeb     | 16:35.8 | Mikko Hirvonen     |
| 1 (29 SIE) | SS5     | 15:10    | Waitomo 2 Part 1              | 25.85 km | Sébastien Loeb     | 14:39.6 | Mikko Hirvonen     |
| 1 (29 SIE) | SS6     | 15:43    | Waitomo 2 Part 2              | 17.36 km | Sébastien Loeb     | 13:37.8 | Mikko Hirvonen     |
| 1 (29 SIE) | SS7     | 17:03    | Mystery Creek Super Special 1 | 3.14 km  | Mikko Hirvonen     | 3:03.8  | Mikko Hirvonen     |
| 2 (30 SIE) | SS8     | 09:08    | Port Waikato                  | 17.22 km | Henning Solberg    | 10:02.2 | Mikko Hirvonen     |
| 2 (30 SIE) | SS9     | 09:46    | Possum                        | 13.78 km | Sébastien Loeb     | 10:39.2 | Mikko Hirvonen     |
| 2 (30 SIE) | SS10    | 10:24    | Franklin                      | 31.58 km | Jari-Matti Latvala | 22:02.7 | Mikko Hirvonen     |
| 2 (30 SIE) | SS11    | 12:37    | Mystery Creek Super Special 2 | 3.14 km  | Henning Solberg    | 2:58.0  | Mikko Hirvonen     |
| 2 (30 SIE) | SS12    | 15:03    | Te Akau South                 | 31.92 km | Henning Solberg    | 18:37.0 | Sébastien Loeb     |
| 2 (30 SIE) | SS13    | 15:46    | Te Akau North                 | 32.36 km | Henning Solberg    | 17:29.7 | Jari-Matti Latvala |
| 3 (31 SIE) | SS14    | 09:23    | Te Hutewai 1                  | 11.23 km | Henning Solberg    | 8:03.0  | Jari-Matti Latvala |
| 3 (31 SIE) | SS15    | 09:51    | Whaanga Coast 1               | 29.72 km | Henning Solberg    | 21:26.4 | Mikko Hirvonen     |
| 3 (31 SIE) | SS16    | 11:28    | Te Hutewai 2                  | 11.23 km | Sébastien Loeb     | 7:47.5  | Mikko Hirvonen     |
| 3 (31 SIE) | SS17    | 11:56    | Whaanga Coast 2               | 29.72 km | Sébastien Loeb     | 20:47.0 | Sébastien Loeb     |
| 3 (31 SIE) | SS18    | 14:03    | Mystery Creek Super Special 3 | 3.14 km  | Henning Solberg    | 3:00.6  | Sébastien Loeb     |

## Klasyfikacja po 11 rundach
Tabele przedstawiają tylko pięć pierwszych miejsc.

### Kierowcy
| Lp. | Kierowca           | Pkt |
| --- | ------------------ | --- |
| 1   | Sébastien Loeb     | 86  |
| 2   | Mikko Hirvonen     | 78  |
| 3   | Daniel Sordo       | 51  |
| 4   | Chris Atkinson     | 40  |
| 5   | Jari-Matti Latvala | 34  |

### Producenci
| Lp. | Producent                          | Pkt |
| --- | ---------------------------------- | --- |
| 1   | Citroën Total WRT                  | 141 |
| 2   | BP Ford Abu Dhabi World Rally Team | 121 |
| 3   | Subaru World Rally Team            | 74  |
| 4   | Stobart VK Ford Rally Team         | 51  |
| 5   | Munchi's Ford WRT                  | 22  |